# Garry Davis
Sol Gareth «Garry» Davis  (27 de julio de 1921. Bar Harbor, Maine, Estados Unidos - 24 de julio del 2013, South Burlington, Vermont, Estados Unidos) fue un activista internacional por la paz, que creó el Pasaporte mundial, el primer documento internacional de viaje originalmente basado en la ciudadanía mundial.

## La promoción mundial en lugar de la ciudadanía nacional

### Creación del Registro Internacional de Ciudadanos del Mundo
Davis fundó el Registro de Ciudadanos del Mundo en París en enero de 1949, en el que se inscribieron más de 750.000 personas. El 4 de septiembre de 1953, Davis declaró el Gobierno Mundial de Ciudadanos del Mundo desde la casa consistorial del Ayuntamiento de Ellsworth, Maine, con base en los derechos humanos fundamentales. Luego formó la Autoridad de Servicio Mundial en 1954, como ejecutivo del gobierno y agencia administrativa, que ahora emite pasaportes - junto con certificados de nacimiento y de otro tipo - a los solicitantes. Davis utilizó por primera vez su "pasaporte mundial" en un viaje a la India en 1956, y fue admitido en algunos países. Más de 180 países han aceptado el pasaporte mundial en uno u otro momento.